# Stazione di Rovasenda
La stazione di Rovasenda è una delle due stazioni ferroviarie del comune di Rovasenda, posta a valle della collina, sulla linea Biella-Novara, in parallelo all'altra. L'altra stazione, denominata Rovasenda Alta svolge servizio sulla linea Santhià-Arona, situata a monte e priva di traffico.
Le due linee sono messe in comunicazione attraverso alcuni raccordi ferroviari nel piazzale intermedio.

## Storia
La stazione fu inaugurata assieme al resto della linea il 18 maggio 1939, diventando tuttavia operativa solo dal 20 luglio 1940 a causa della necessità di completare alcuni impianti e dell'assenza del materiale rotabile.
A causa del dislivello non fu possibile congiungere la nuova linea alla stazione già esistente e venne dunque costruita una nuova stazione più a valle ed un piazzale intermedio per mettere in comunicazione gli impianti e rendere fattibile l'interscambio fra le due linee.
Il 21 gennaio 1961, in anticipo rispetto alla naturale scadenza della concessione alla Società Ferrovia Biella Novara (SFBN) che aveva fino ad allora esercito la linea, la stessa venne incorporata nella rete statale e l'esercizio degli impianti fu assunto dalle Ferrovie dello Stato.
Il programma di profondo rinnovamento avviato nel 1991, che richiese la chiusura della linea per molti mesi, comportò per Rovasenda l'installazione di Apparati Centrali Elettrici a pulsanti d'Itinerario. La riapertura all'esercizio avvenne il 19 giugno dell'anno successivo.
Dal 2000 la gestione dell'intera linea, e con essa quella della stazione di Rovasenda, passò in carico a Rete Ferroviaria Italiana la quale ai fini commerciali classifica l'impianto nella categoria "Bronze".

## Strutture e impianti

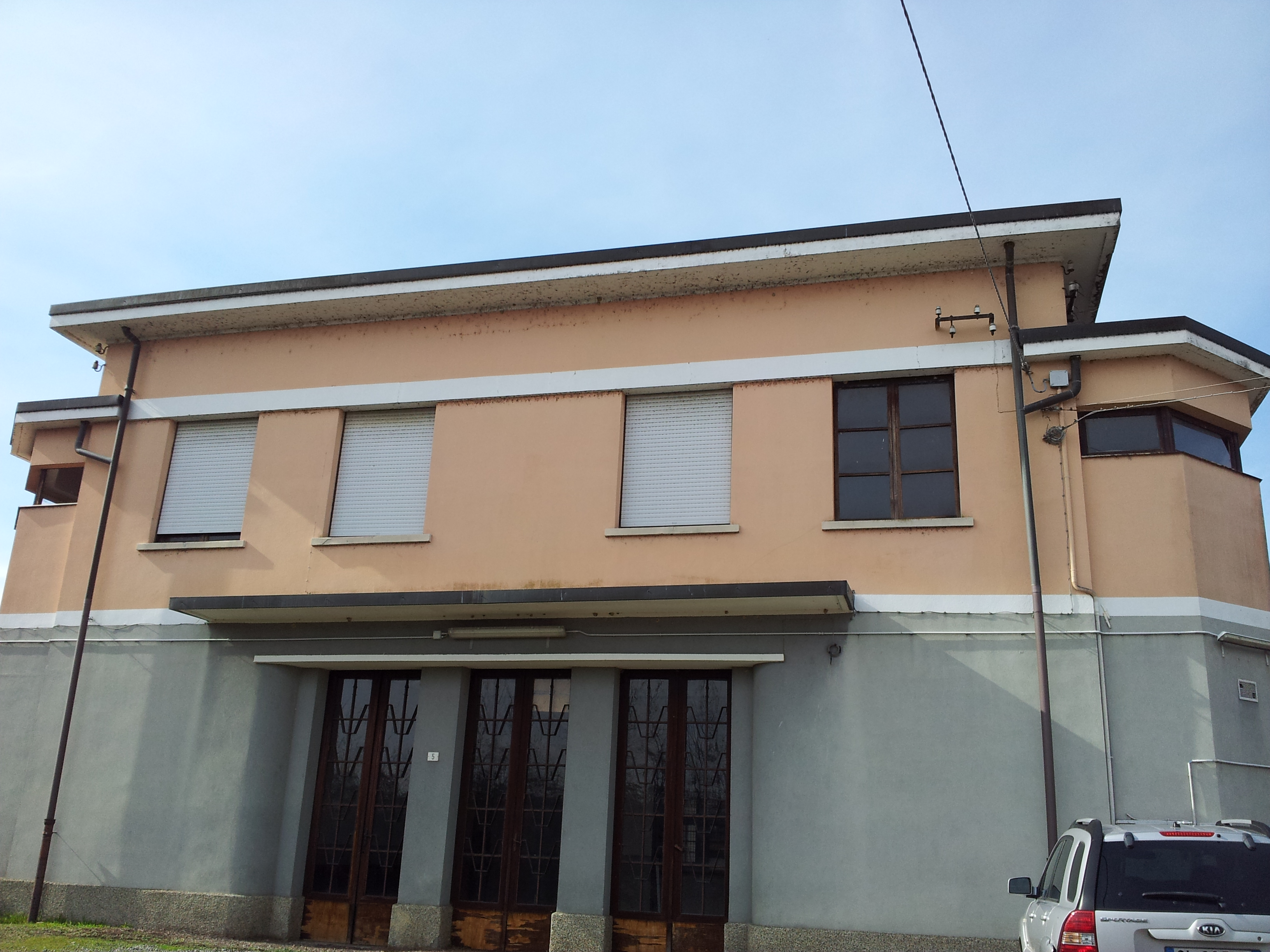
Stazione lato strada di campagna

La stazione è dotata di 2 binari passanti, di cui il primo di corretto tracciato e il secondo per gli incroci e precedenze con i deviatoi percorribili a 30 km/h.
Nel piazzale intermedio è presente uno scalo merci, composto da un fascio binari passanti e tronchi intercomunicanti con la linea Santhià-Arona, raccordato al binario 2 della stazione in entrambe le direzioni. Nel 2014 risulta disattivato il binario di accesso allo scalo in direzione Biella, in conseguenza all'eliminazione dello scambio. Per i viaggiatori sono presenti delle scalinate, con l'attraversamento a raso nel piazzale intermedio, che consentono il passaggio tra le due stazioni.
Il fabbricato viaggiatori, in stile Razionalista, si dispone su due piani. Ospita una sala d'attesa per i viaggiatori e l'ufficio del Dirigente Movimento, che predispone del banco di manovra per gli enti del piazzale della stazione, oltre ai sistemi di telecomando punto-punto per comandare a distanza le stazioni di Cossato e Casaleggio, attraverso l'ACC-M (Apparato Centrale Computerizzato-Multistazione).
Nello scalo merci sono presenti due edifici in stato d'abbandono.

## Movimento
La stazione è servita da treni regionali di Trenitalia nell'ambito del contratto di servizio stipulato con la Regione Piemonte.

## Servizi
Nella stazione, che RFI classifica nella categoria "Bronze", sono presenti pannelli d'informazione audio e video per le partenze dei treni. Essa dispone di:
- Biglietteria automatica
- Sala d'attesa

## Interscambi
- Stazione ferroviaria (Rovasenda alta)